# (12239) Carolinakou
(12239) Carolinakou (1988 CN4) – planetoida z pasa głównego asteroid okrążająca Słońce w ciągu 4,09 lat w średniej odległości 2,55 j.a. Odkryta 13 lutego 1988 roku.